# 統覚
統覚(とうかく、独: Apperzeption、英: apperception）とは、心理学や哲学、認識論における概念である。原語のApperzeptionは、近代ラテン語のadpercipere（ad-「の方へ、に向かって」とpercipere「獲得する、知覚する、理解する」）に由来する。対象をはっきりと明らかに知覚する時にその知覚作用自体にも我々が気つく。この意識表象を統覚と呼ぶ
。

## 哲学における意味
この言葉はデカルトによって『情念論』の中でapercevoirという言葉の形で考案された。ライプニッツは『理性に基づく自然と恩寵の原理』の中で、統覚の概念をより専門的な哲学的伝統に持ち込んだ。だがライプニッツが実際にその言葉を用いたのは、対象が「非-自己」として、そしてまだ自己との関係の中でとらえられる近代的な注意の意味においてであった。
イマヌエル・カントは、超越論的統覚を経験的統覚から区別した。超越論的統覚とは、主体――経験の必要条件および経験の統一の最終的な基礎である純粋な、本来の、変わらない意識――としての純粋自己の意識を含むような客体の認識である。経験的統覚とは、自分の変化する状態、すなわち内感による実際の具体的な自己意識である。超越論的統覚は自己意識とほぼ等しい。自我の存在が多少顕著かもしれないが、それは常に含まれている。

## 認識論における意味
認識論における統覚とは、自分自身の内面状態の心による内省的あるいは反省的な不安である。